# Château des Alliers
Le château des Alliers  est un édifice situé à Meaulne-Vitray, en France.

## Localisation
Le château est situé à Meaulne, au sud-est du bourg, sur le territoire de la commune de Meaulne-Vitray, dans le département de l'Allier, en région Auvergne-Rhône-Alpes. Il est construit en bordure de la forêt de Tronçais et dans la vallée du Cher.

## Description
Le château est un ancien rendez-vous de chasse. Il a été agrandi de deux ailes terminées par des pavillons d’angle. La construction actuelle est ce qui subsiste d’un ensemble comprenant de vastes communs encadrant une cour centrale.

## Historique
Au XIXe siècle, une dame du Taillant y recevait ses amis dont le duc de Morny. Le château a appartenu au général Georges Chevalier, père de Jacques Chevalier, philosophe et ministre du régime de Vichy,.
Des années 50 jusqu'à la fin des années 70, le château est la propriété de Céline Rossi-Sireyjol, elle-même inhumée dans la propriété par dérogation du préfet.